# Samizdat
(Vladimir Konstantinovič Bukovskij, Il vento va e poi ritorna)

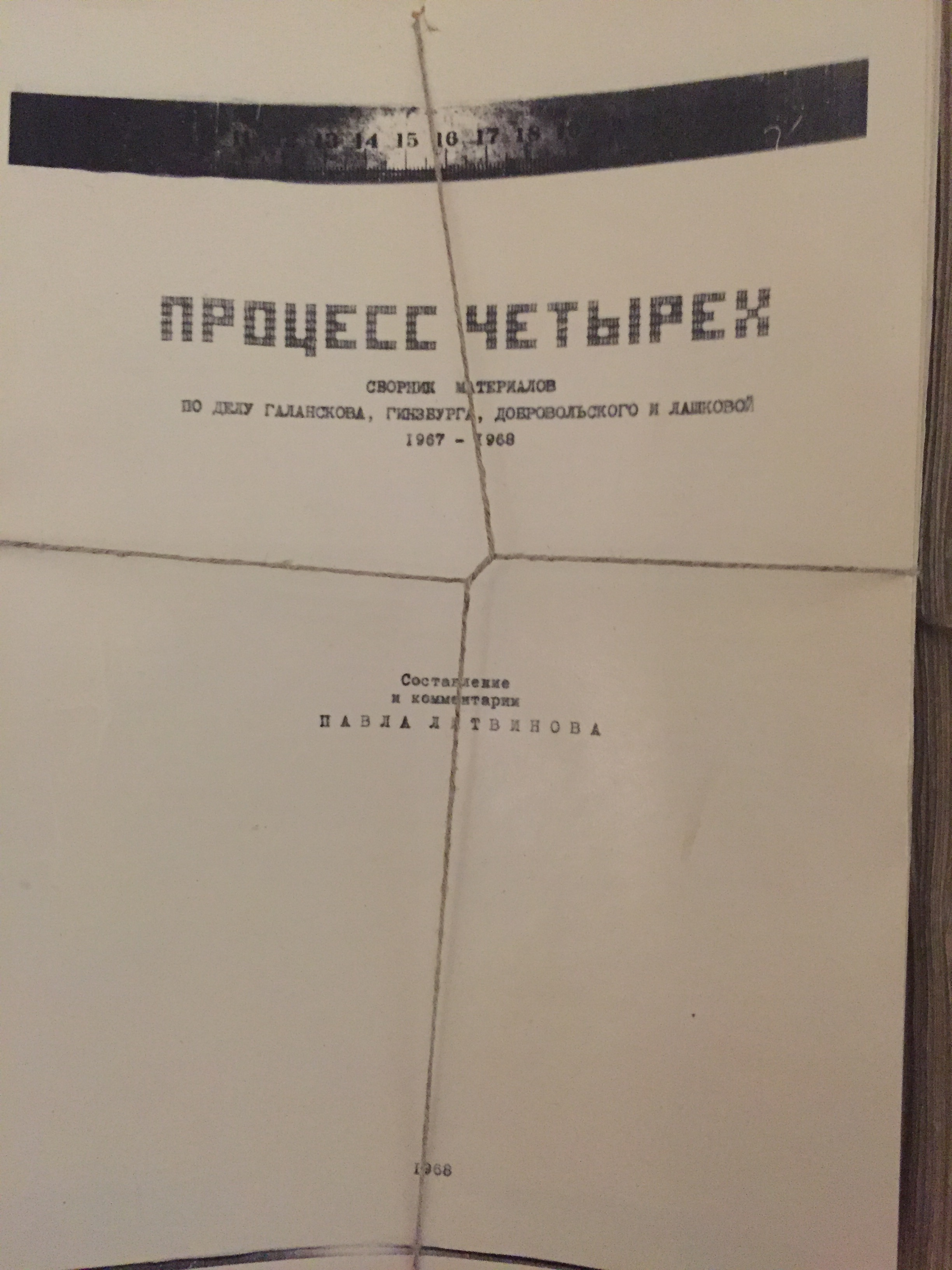
Frontespizio dell'opera Il processo dei quattro di Pavel Litvinov, distribuita secondo modalità Samizdat (1968)

Samizdat (самиздат; pron.: [səmʲɪz'dɑt]) in russo significa "edito in proprio" (da сам, sam, "da sé", e издать, izdat', "pubblicare"), e indica un fenomeno sociale, culturale e politico spontaneo che esplose in Unione Sovietica e nei Paesi del blocco orientale tra la fine degli anni cinquanta e i primi anni sessanta. Viene usato in senso analogo per indicare tutte le produzioni giornalistiche e letterarie costrette alla clandestinità a causa di un regime di censura governativo. 

## Descrizione
Il samizdat consisteva nella diffusione clandestina di scritti illegali, poiché censurati dalle autorità, ritenuti propagatori di "odio" o in qualche modo ostili al regime sovietico. In tale periodo, quello che era un fenomeno spontaneo e irregolare fece un salto qualitativo e divenne una sorta di canale di distribuzione alternativo. Fu il principale mezzo usato dal nascente dissenso sovietico per poter vivere e comunicare, al punto che talvolta è identificato con esso. Alla fine degli anni cinquanta l'uso di riprodurre in proprio i testi e di diffonderli assunse una consapevolezza precisa e si diffuse a macchia d'olio. I poeti e gli scrittori del samizdat furono talora processati, incarcerati, messi in ospedali psichiatrici e lager, puniti, espulsi, uccisi, perdendo lavoro e posizione sociale.
Il samizdat sovietico è stato un fenomeno unico nel suo genere. Riprodurre in proprio (a mano o con la macchina per scrivere, di rado col ciclostile) dei testi che la censura di stato non avrebbe mai fatto passare non era un'attività che riguardasse solo la letteratura, anzi; in esso confluirono all'inizio documenti di ogni genere, materiali segreti, proteste e appelli, versi, romanzi, saggi filosofici. Ad esempio il 20% circa dei testi dell'Archiv Samizdata, la più grande raccolta di testi del samizdat, è di argomento religioso, prevalentemente scritto da autori cristiani (ortodossi, cattolici, riformati) e in misura minore buddisti, ma non islamici, cosa strana vista l'alta percentuale di fedeli a questa religione nell'Unione Sovietica.

## Tecniche
Tutte le macchine da scrivere ed i dispositivi di stampa prodotti in Unione Sovietica erano registrati ufficialmente, con i loro campioni tipografici presi direttamente dalla fabbrica e conservati in un archivio dello stato. Avendo ogni macchina da scrivere dei minuscoli segni di riconoscimento, quasi come le impronte digitali, era possibile per gli investigatori del KGB riconoscere da quale dispositivo era stato scritto o stampato il testo e risalire al suo autore. Comunque certe macchine da scrivere con i caratteri cirillici prodotte in Germania Est e in altri paesi dell'est Europa, soprattutto l'Erika, comprate da cittadini sovietici durante viaggi nei vicini paesi socialisti, eludevano la procedura della schedatura dei campioni e quindi erano più difficilmente tracciabili. Le macchine da scrivere prodotte nei paesi dell'ovest venivano comprate all'estero e portate o contrabbandate in Unione Sovietica; erano poi usate per scrivere testi in cirillico con caratteri latini. Le rilegature dei libri approvati erano usate per nascondere i testi proibiti al loro interno.
I samizdat, come Il maestro e Margherita di Bulgakov o il saggio Il potere dei senza potere di Václav Havel, venivano scambiati tra amici fidati. Le tecniche per riprodurre i testi erano varie. Alcune copie potevano essere fatte con la carta carbone, altre scritte a mano o battute a macchina; copie in quantità maggiore potevano essere stampate utilizzando le stampanti dei computer mainframe durante i turni di notte e usando presse da stampa semiprofessionali. Prima della Glasnost' molti di questi metodi erano pericolosi: presse da stampa, fotocopiatrici e perfino macchine da scrivere erano controllate dal Primo dipartimento (una parte del KGB), che poteva risalire al macchinario tramite i campioni tipografici.

## Formato
I samizdat erano diversi non solo per le idee e i dibattiti che essi diffondevano ad un pubblico maggiore, ma anche per il formato: battuti a macchina, spesso macchiati e spiegazzati, con numerosi errori tipografici e copertine anonime. Il formato dei samizdat nasceva dalla mancanza di risorse e dalla necessità di passare inosservati. Col tempo i dissidenti in Unione Sovietica iniziarono ad ammirare queste qualità per se stesse, in quanto l'aspetto raffazzonato dei samizdat contrastava fortemente con i ben fabbricati e regolari volumi dei testi autorizzati dallo Stato. Il formato dei samizdat guadagnò un'importanza maggiore delle idee che esse esprimevano e divenne un potente simbolo dello spirito ribelle ma senza risorse materiali degli abitanti dell'Unione Sovietica. Lo stesso formato, inoltre, elevava la lettura dei samizdat ad un'azione clandestina di valore.